# Clement Attlee
Clement Attlee (n. 3 ianuarie 1883, d. 8 octombrie 1967) a fost un politician laburist britanic, prim-ministru al Marii Britanii între 1945 și 1951.
S-a născut la Londra și a studiat la Universitatea din Oxford. A devenit profesor la Universitatea din Londra în 1913.
Mai târziu a luptat în armata Marii Britanii în primul război mondial, apoi a devenit primar al burgului Stepney (1919) și parlamentar din partea Partidului Laburist (1922).
După al doilea război mondial Partidul Laburist a avut succes în țara distrusă de război, iar Attlee a devenit prim-ministru. În această perioadă a inițiat o serie de reforme cum ar fi cea a mineritului sau a sistemului național de sănătate al țării.
Attlee a devenit lider al Partidului Laburist în 1935 și a deținut această funcție până în anul 1955.